# Grammostola grossa
 Grammostola grossa  ist eine Vogelspinne, die wie alle Arten der Gattung Grammostola aus Südamerika stammt. Sie kommt in Brasilien, Paraguay, Uruguay und Argentinien vor. Da sie in Paraguay besonders häufig ist, wird sie nach der indigenen Bevölkerung dieses Landes auch als Guarani-Riesen-Vogelspinne bezeichnet.

## Merkmale
Sie ist mit bis zu 8 cm Körperlänge eine der größeren Vertreterinnen der Vogelspinnen. Sie hat eine schwarzbraune Grundfarbe und braune Behaarung. Wie alle Grammostola-Arten besitzt sie einen deutlich sichtbaren Brennhaarspiegel auf dem Hinterleib (Opisthosoma), sie zählt also zu den so genannten „Bombardierspinnen“, welche sich mit Brennhaaren verteidigen können. Weibchen sollen bis zu 25 Jahre alt werden können.

## Verhalten
Grammostola grossa ist eine erdbewohnende Vogelspinne. Sie versteckt sich unter Wurzeln, Rindenstücken, Steinen oder Falllaub. In kälteren Monaten sowie während der Häutung und Brutpflege zieht sie sich in Wohnhöhlen zurück, die sie mit Spinnseide auskleidet.
Durch die Veränderungen im Lebensraum durch den Menschen wegen Viehwirtschaft, Ackerbaus und Holzwirtschaft konnte sich diese Art  ausbreiten. Viele Spinnen finden sich an den Viehweiden und Waldrändern.

## Haltung im Terrarium
Viele Tiere dieser Art werden in Terrarien gehalten. Sie werden seit den 1980er Jahren im Fachhandel angeboten, zuerst unter der falschen Artbezeichnung Grammostola pulchripes. Diese wurde 1994 von Günter E. W. Schmidt als G. grossa identifiziert. Sie wurde  manchmal auch unter dem falschen Artnamen Grammostola mollicoma angeboten, der wiederum ein Synonym für eine andere Vogelspinnenart (Grammostola anthracina) darstellt.